# Acahuehuetlán
Acahuehuetlán är en ort i Mexiko.   Den ligger i kommunen Chilapa de Álvarez och delstaten Guerrero, i den södra delen av landet, 210 km söder om huvudstaden Mexico City. Acahuehuetlán ligger 1 830 meter över havet och antalet invånare är 329.
Terrängen runt Acahuehuetlán är kuperad åt nordväst, men åt sydost är den bergig. Runt Acahuehuetlán är det ganska glesbefolkat, med 39 invånare per kvadratkilometer. Närmaste större samhälle är Chilapa de Alvarez, 12,9 km nordväst om Acahuehuetlán. I omgivningarna runt Acahuehuetlán växer huvudsakligen savannskog.